# マイマイガ
マイマイガ (舞舞蛾, 学名：Lymantria dispar, 英名：ジプシーモス、スポンジーモス) は、ドクガ科に分類されるガ（蛾）の1種である。森林害虫としてよく知られる。

## 分布
北アフリカ、ヨーロッパ、アジア、北アメリカ東部に広く分布する汎存種である。
北アメリカの分布は人為的な移入による。世界の侵略的外来種ワースト100  (IUCN, 2000) 選定種であるが、北アメリカを除く北半球温帯域（日本を含む）のほとんどが、もともと分布していた地域である。
地域により多数の亜種に分類され、日本産種も4 - 5亜種に細分化される。ヨーロッパ産亜種とアジア産亜種は別種として扱うべき、といった学説もある。
日本産種のミトコンドリアDNAの分子系統解析では、石狩低地帯（石狩平野と勇払平野）を境に低地帯以西の本州型とそれより東の北海道型にわけられる。これらは2 %の塩基配列が異なっており、約100万年前に分岐したと見られている。石狩低地では子供のうちオスが死滅しメスのみ生存する「オス殺し」という現象が起こるメスがいる。ほとんどの他種では卵の細胞質に潜伏する細菌が原因であるが、本種では分岐した異なる系統の接触による遺伝的な原因である。

## 形態
成虫は、性的二形が顕著で、オスは茶褐色、メスは白い色をしている。大きさも異なりオスは体長20mmから50mm程度、メスは50mmから大きな個体では100mmほどにもなる。学名の種小名 dispar は本種のこの特徴に由来し、ペアになっていない、といった意味がある。

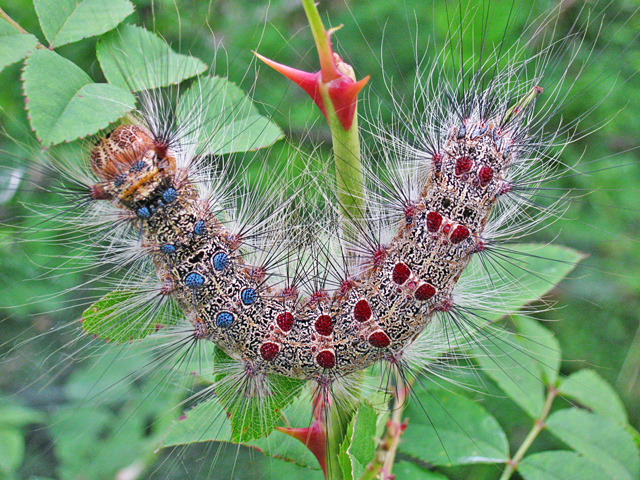
幼虫

幼虫は典型的なケムシで、頭部には1対の縦長の黒斑があり、目玉のように見える。背面には目立つ二列の点が並ぶ。この点の色は個体にもよるが頭寄りの5対のみ青、それ以降の6対は赤くなるものが多い。成長すると体長60mmほどになり、糸を吐いて木からぶら下がっている様子から、別名ブランコケムシと呼ばれており、風に吹かれるなどしてこの状態でかなり広域を移動できる。

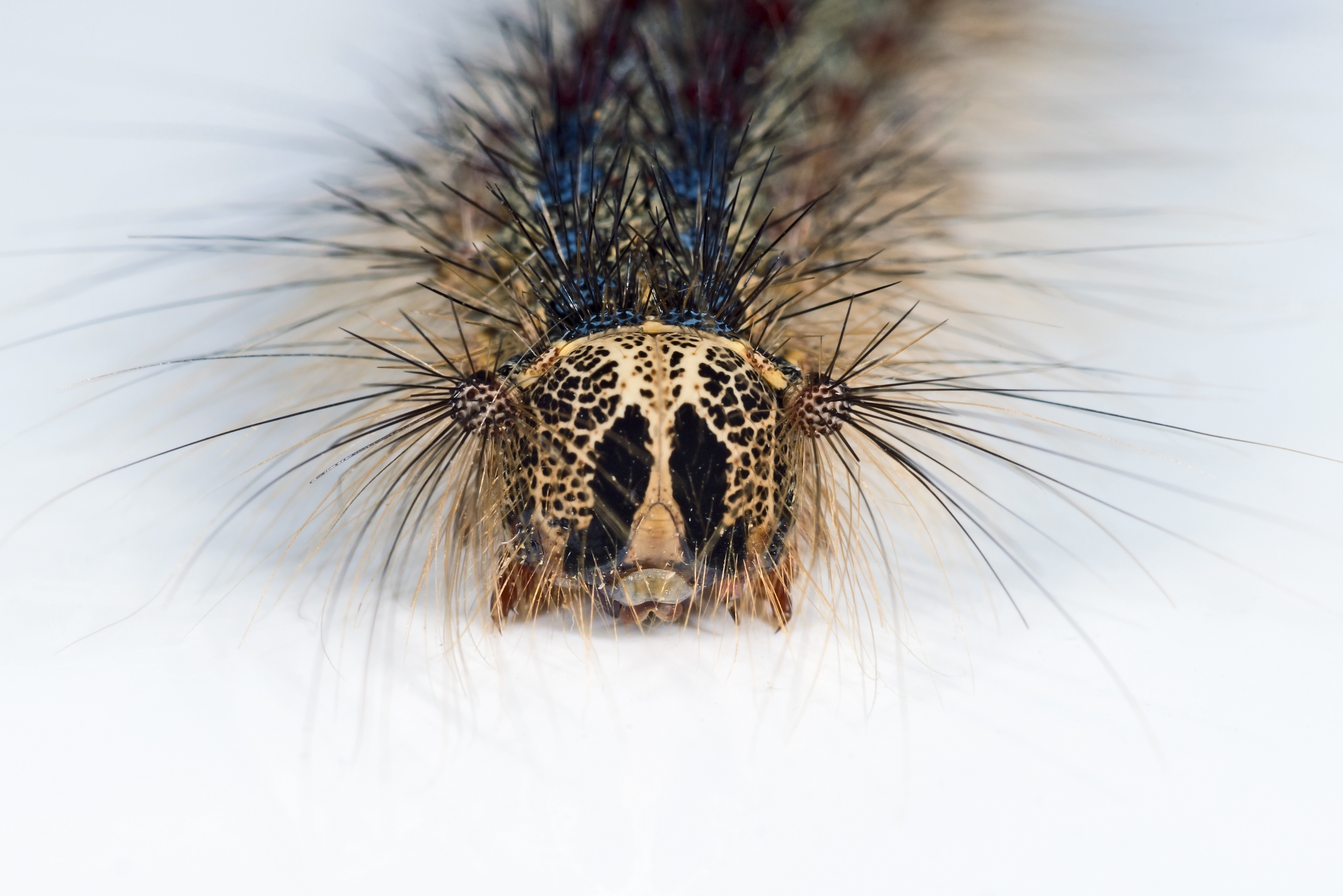
特徴的な縦長の黒斑

幼虫には1齢幼虫にのみ毒針毛があり触れると皮膚炎を引き起こす。卵、2齢以降の幼虫、繭、成虫には毒針毛はない。

## 生態

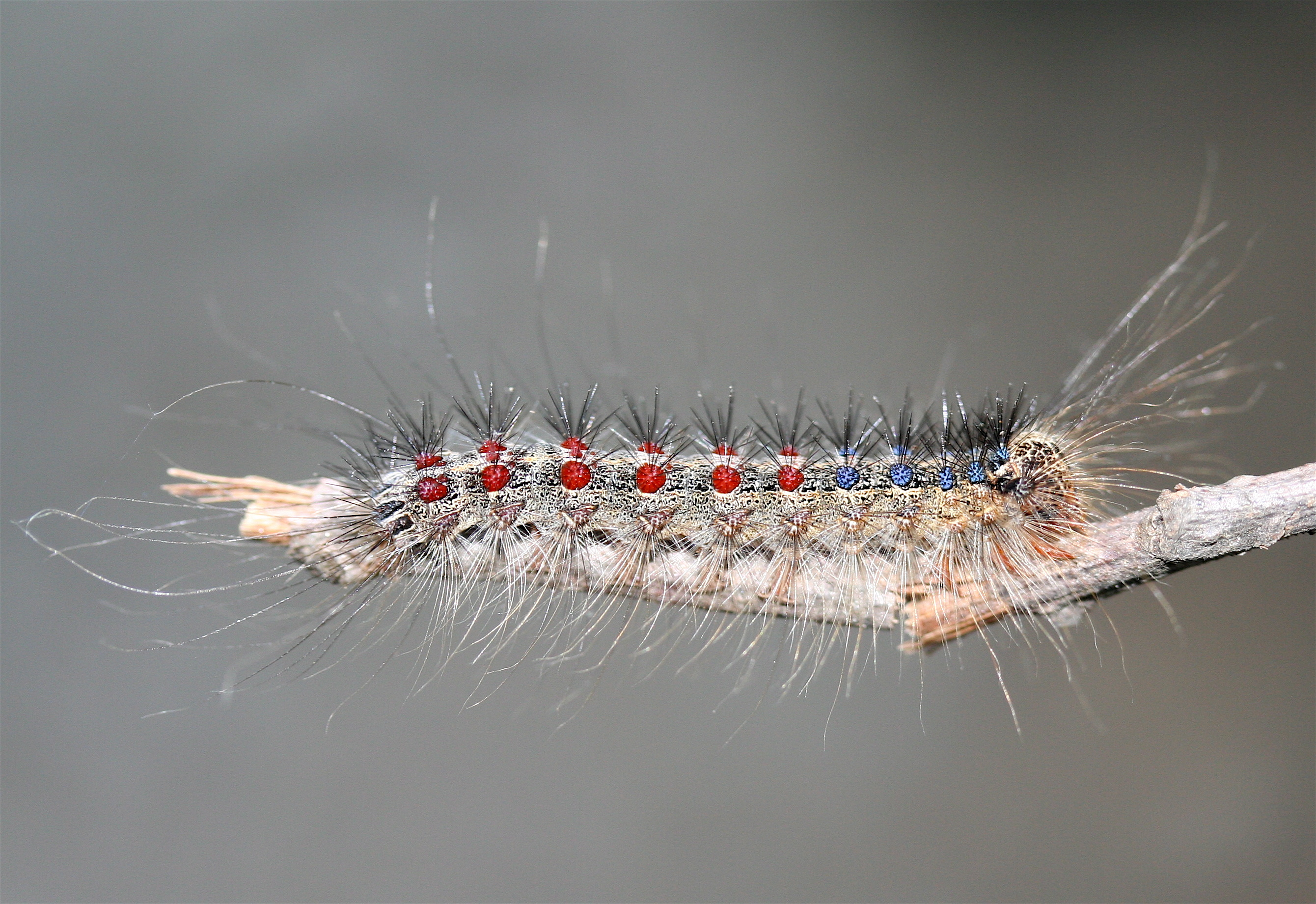
終齢幼虫

他のドクガ科と同様、卵は一箇所にまとまって産み付けられ、表面にはメスの鱗毛が塗られ保護される。
幼虫は春から初夏にかけて出現し、まず生みつけられた場所から個々に散らばる。本種は孵化直後から糸が吐け、生まれた場所からその糸でぶらさがって、風に乗って移動する。
幼虫は、およそ知られる限りほぼ全ての針葉樹、広葉樹、草本の葉を食い尽くす広食性で知られ、調査結果にもよるが本種の食害する植物種は100 - 300種余りに及ぶ。日本では果樹やカラマツの葉が被害にあった場合問題視されることが多いようである。基本的に孤独性であり、大発生などで必然的に密集せざるをえない場合を除き集団化しない。また夜行性であり、主に昼は葉の裏でじっとしている。大きくなると、桜や柿などの樹の根元付近や樹皮の裂け目に潜み夕刻樹に上る。樹木の根元付近の雑草を取り除き、明るくすると、消滅し、天敵による捕食が考えられる。体には剛毛がたくさんついていて、刺されると少し痛いが、1齢幼虫でない限り、毒はない。
成熟すると木の葉などを身の周りに糸で引き寄せ、繭らしきものを構成し蛹化する。個体や生育環境によっては丸裸のまま蛹化する場合もある。
7月から8月にかけ羽化する。オス成虫は活動的で、日中は森の中を活発に飛び回る。和名のマイマイガはオスのこの性質に由来していると言われる。対照的に、メスは木の幹などに止まってじっとしており、ほとんど飛ぶことはない。交尾後に産卵を終えると成虫は死に、卵で越冬する。

## 人間との関係

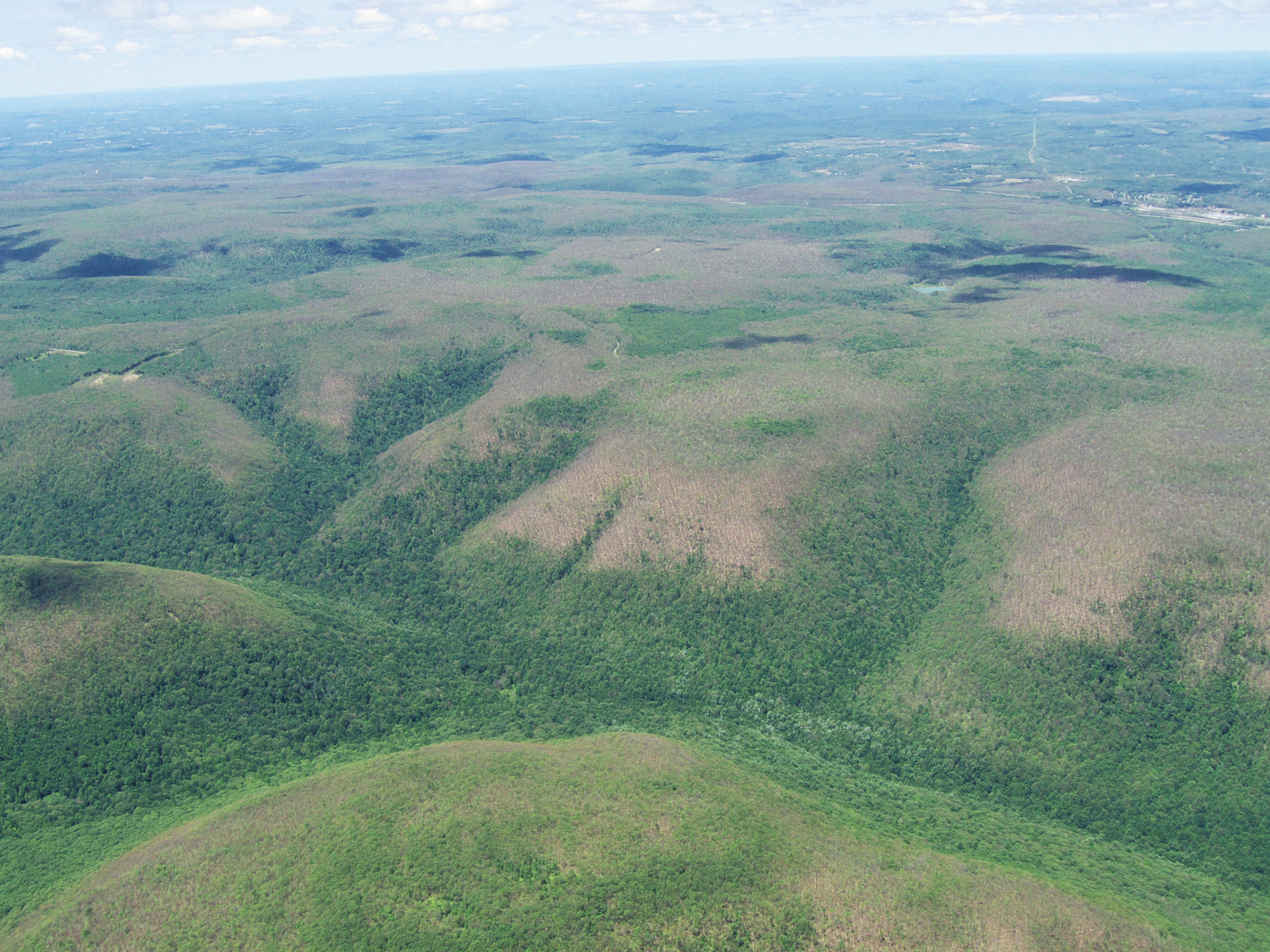
2007年7月のペンシルベニア州における大発生で食害された様子を示す航空写真。丘の上にかすかに見られる緑はこの写真が撮られる以前に食害され、再び芽吹いた部分

約10年周期で大発生を繰り返す性質があり、その際にすさまじい個体数と旺盛な食欲であらゆる草花、樹木の葉を食い尽くすので森林害虫として非常に有名である。なお、大発生する仕組はよくわかっていない。
もともと分布していた地域には寄生バチや病原菌、ウイルスといった天敵がいるため、こうした大発生が起きても自然に治まるが、その仕組みもまた判然としていない。具体的には、ウイルスや病原菌に寄生された幼虫が大量死して大発生が治まるのだが、予防や駆除のため人為的にこうしたウイルスや病原菌を散布しても、平時の本種個体数が激減することはなく、大発生を治めることもままならないからである。
またヨーロッパから移入された北アメリカにはこうした天敵がいないため、いつまでも大発生が治まらず、しばしば巨大な規模に発展する。北アメリカで本種が大発生した際は、ヘリコプターから殺虫剤や天敵ウイルスを散布するなど大規模な駆除策が取られるが、それでも連なる山々の全ての木々が丸坊主にされるなど、すさまじい規模に達するので、ひとたび大発生するとどう手を尽くしても焼け石に水のようである。
北アメリカへは、1857年から1882年までマサチューセッツ州メドフォードに住んだフランス人自然史家エティエンヌ・レオポール・トルーヴェロが移入した。当時アメリカでは養蚕が奨励されており、彼はメドフォードで、クワしか食べず病害に対して脆弱なカイコに代わり、アメリカ大陸産のアメリカクスサンや、ヨーロッパから移入したマイマイガの飼育実験を行なっていた。当時、マイマイガはカイコガ Bombyx mori と同じカイコガ属の Bombyx dispar に分類する古い分類が残っており、彼はカイコガを、種類を厭わない広食性でなおかつ数々の病害に対し抵抗性を示すマイマイガで品種改良できると考えた可能性もある。
危険に気づいた地質学者ナサニエル・S・シェイラー（のちのマイマイガ調査委員会委員長）の要請に応じ、トルーヴェロはマイマイガを処分したとされる。しかし、管理の不備からその前の1868年か1869年に野外に逸出し、現在に至っている。現在アメリカではホシムクドリと共にもっとも忌み嫌われるヨーロッパ大陸からの移入生物（外来種）に数えられており、安易な生物の人為移入が、環境にいかなる負荷をかける結果になるかを如実に示す好例となっている。
日本でも定期的に大量発生して対策に追われた歴史が残されており、では1882年（明治15年）に栃木県で捕殺やかがり火を使った誘殺が、1883年（明治16年）には北海道で硫黄燻蒸による駆除が行われている。近年では2003年（平成15年）に北海道（主に道央圏）で大量発生し 2009年（平成21年）5月には岩手県で本種が大発生している。関西でも1971年（昭和46年）に京都･滋賀･和歌山で、1993年（平成5年）頃には大阪府能勢町で、2013年（平成25年）には奈良県生駒市と大阪府交野市の府県境付近で大量発生した。2014年（平成26年）には飛騨、宮川中流域、長野県長野市、山形県米沢市、岩手県紫波町、滋賀県北部の山地（高島市や長浜市）などで大発生している。中川町でも確認されている。
なお、1齢幼虫には毒針毛があるため、マイマイガが大発生し風の飛散によって広範囲に毛虫皮膚炎が発生した例がある。